# Аралбаевский
Аралбаевский  — упразднённый в 2002 году хутор в Кугарчинском районе Республики Башкортостан Российской Федерации. Входил в состав Зареченского сельсовета.

## География
Стоял на берегу реки Иртюбяк, севернее деревни Аралбаево.

### Географическое положение
Расстояние до (по соседней деревне Аралбаево):
- районного центра (Мраково): 16 км,
- центра сельсовета (Воскресенское): 12 км,
- ближайшей ж/д станции (Мелеуз): 68 км.

## История
В 2002 году путём объединения деревни Аралбаево и хутора Аралбаевский, с исключением из учётных данных обоих селений, образована деревня Аралбай.